# العلاقات الألبانية السويدية
العلاقات الألبانية السويدية هي العلاقات الثنائية التي تجمع بين ألبانيا والسويد.

## مقارنة بين البلدين
هذه مقارنة عامة ومرجعية للدولتين:
| وجه المقارنة                                              | ألبانيا                                                    | السويد                                                                               |
| --------------------------------------------------------- | ---------------------------------------------------------- | ------------------------------------------------------------------------------------ |
| المساحة (كم2)                                             | 28.75 ألف                                                  | 450.30 ألف                                                                           |
| عدد السكان (نسمة)                                         | 3.02 مليون                                                 | 10.16 مليون                                                                          |
| الكثافة السكانية (ن./كم²)                                 | 105.04                                                     | 22.56                                                                                |
| العاصمة                                                   | تيرانا                                                     | ستوكهولم                                                                             |
| اللغة الرسمية                                             | اللغة الألبانية                                            | اللغة السويدية، لغات السامي، اللغة الفنلندية، منكيلي، اللغة الرومنية، اللغة اليديشية |
| العملة                                                    | ليك ألباني                                                 | كرونة سويدية                                                                         |
| الناتج المحلي الإجمالي (بليون دولار)                      | 13.04 مليار                                                | 538.04 مليار                                                                         |
| الناتج المحلي الإجمالي (تعادل القوة الشرائية) بليون دولار | 33.17 مليار                                                | 469.01 مليار                                                                         |
| الناتج المحلي الإجمالي الاسمي للفرد دولار أمريكي          | 3.94 ألف                                                   | 50.58 ألف                                                                            |
| الناتج المحلي الإجمالي للفرد دولار أمريكي                 | 11.11 ألف                                                  | 45.30 ألف                                                                            |
| مؤشر التنمية البشرية                                      | 0.764                                                      | 0.907                                                                                |
| رمز المكالمات الدولي                                      | +355                                                       | +46                                                                                  |
| رمز الإنترنت                                              | .al                                                        | .se                                                                                  |
| المنطقة الزمنية                                           | توقيت وسط أوروبا، ت ع م+01:00، ت ع م+02:00، أوروبا/تيرانا ‏ | توقيت وسط أوروبا، ت ع م+01:00، ت ع م+02:00، أوروبا/ستوكهولم ‏                         |

## مدن متوأمة
في ما يلي قائمة باتفاقيات التوأمة بين مدن ألبانية وسويدية:
- ترتبط تيرانا مع ستوكهولم باتفاقية توأمة.

## منظمات دولية مشتركة
يشترك البلدان في عضوية مجموعة من المنظمات الدولية، منها:
| علم المنظمة | اسم المنظمة                               | تاريخ انضمام ألبانيا | تاريخ انضمام السويد |
| ----------- | ----------------------------------------- | -------------------- | ------------------- |
|             | الاتحاد البريدي العالمي                   | ?                    | ?                   |
|             | يونسكو                                    | 16 أكتوبر 1958       | 23 يناير 1950       |
|             | مؤسسة التنمية الدولية                     | 15 أكتوبر 1991       | 24 سبتمبر 1960      |
|             | منظمة حظر الأسلحة الكيميائية              | ?                    | ?                   |
|             | منظمة التجارة العالمية                    | ?                    | 1995                |
|             | الأمم المتحدة                             | 14 ديسمبر 1955       | 19 نوفمبر 1946      |
|             | وكالة ضمان الاستثمار متعدد الأطراف        | 15 أكتوبر 1991       | 12 أبريل 1988       |
|             | منظمة الشرطة الجنائية الدولية             | ?                    | ?                   |
|             | مؤسسة التمويل الدولية                     | 15 أكتوبر 1991       | 20 يوليو 1956       |
|             | الاتحاد الدولي للاتصالات                  | 2 يونيو 1922         | 1866                |
|             | البنك الدولي للإنشاء والتعمير             | 15 أكتوبر 1991       | 31 أغسطس 1951       |
|             | مجلس أوروبا                               | ?                    | ?                   |
|             | منظمة الأمن والتعاون في أوروبا            | 19 يونيو 1991        | 25 يونيو 1973       |
|             | المركز الدولي لتسوية المنازعات الاستشارية | 14 نوفمبر 1991       | 28 يناير 1967       |
|             | المنظمة الأوروبية لسلامة الملاحة الجوية   | 2002                 | 1995                |

## أعلام
هذه قائمة لبعض الشخصيات التي تربطها علاقات بالبلدين:
- أجون ميهميتي (لاعب كرة قدم، 20 نوفمبر 1989[19] – )
- أربير زينيلي (لاعب كرة قدم سويدي، 25 فبراير 1995[20] – )
- أستريت أيداريفيتش (لاعب كرة قدم سويدي، 17 أبريل 1990[21] – )
- أمير بايرامي (لاعب كرة قدم سويدي، 7 مارس 1988[22] – )
- إيرتون فايزولاهو (لاعب كرة قدم سويدي، 9 أبريل 1988[23] – )
- بيتر زهوبي (لاعب كرة قدم سويدي، 8 مايو 1988 – )
- بيزارد سابوفيتش (لاعب كرة قدم سويدي، 5 يناير 1998[24] – )
- جينتريت سيتاكو (لاعب كرة قدم سويدي، 25 فبراير 1996[25] – )
- داردان ريكسهيبي (لاعب كرة قدم سويدي، 16 يناير 1992[26] – )
- زلاتان إبراهيموفيتش (لاعب كرة قدم سويدي، 3 أكتوبر 1981[27][28] – )
- كوسوفاري أسلاني (لاعبة كرة قدم سويدية، 29 يوليو 1989[29] – )
- لابينوت هاربوزي (لاعب كرة قدم سويدي، 4 أبريل 1986 – 11 أكتوبر 2018)
- نعيم تيربونجا (ملاكم سويدي، 28 سبتمبر 1984 – )

## وصلات خارجية
- موقع وزارة الخارجية الألبانية
- موقع وزارة الخارجية السويدية